# San Francisco del Monte de Oro
San Francisco del Monte de Oro é uma cidade da Argentina, localizada na província de San Luis